# Ochlandra scriptoria
Ochlandra scriptoria är en gräsart som först beskrevs av August Wilhelm Dennstedt, och fick sitt nu gällande namn av Cecil Ernest Claude Fischer. Ochlandra scriptoria ingår i släktet Ochlandra och familjen gräs. Inga underarter finns listade i Catalogue of Life.